# Galeria Bałtycka
Galeria Bałtycka – nazwa własna gdańskiego wielkopowierzchniowego obiektu handlowego. Otwarcie obiektu nastąpiło 4 października 2007. W dniu otwarcia Galerię Bałtycką odwiedziło 70 tys. klientów.
Galeria Bałtycka położona jest w gdańskiej dzielnicy Wrzeszcz, przy al. Grunwaldzkiej, pomiędzy ulicami:
- od strony południowo-zachodniej – al. Grunwaldzka
- od strony północno-zachodniej – ul. T. Kościuszki
- od strony północno-wschodniej – ul. R. Dmowskiego

Od strony południowo-wschodniej Galerii Bałtyckiej przepływa potok Strzyża.

## Historia
- Inwestor: ECE Projektmanagement[3]
- Otwarcie obiektu: 4 października 2007
- Powierzchnia całkowita: 123 000 m²[3]
- Powierzchnia handlowa: 45 000 m²[3]

Centrum posiada łącznie 3 kondygnacje handlowe oraz 2, najwyższe, przeznaczone na parking o pojemności 1100 miejsc. Główne wejście mieści się od strony skrzyżowania ul. T. Kościuszki z al. Grunwaldzką.
W Galerii Bałtyckiej znajduje się 215 sklepów i punktów usługowych oraz 25 restauracji i kawiarni.

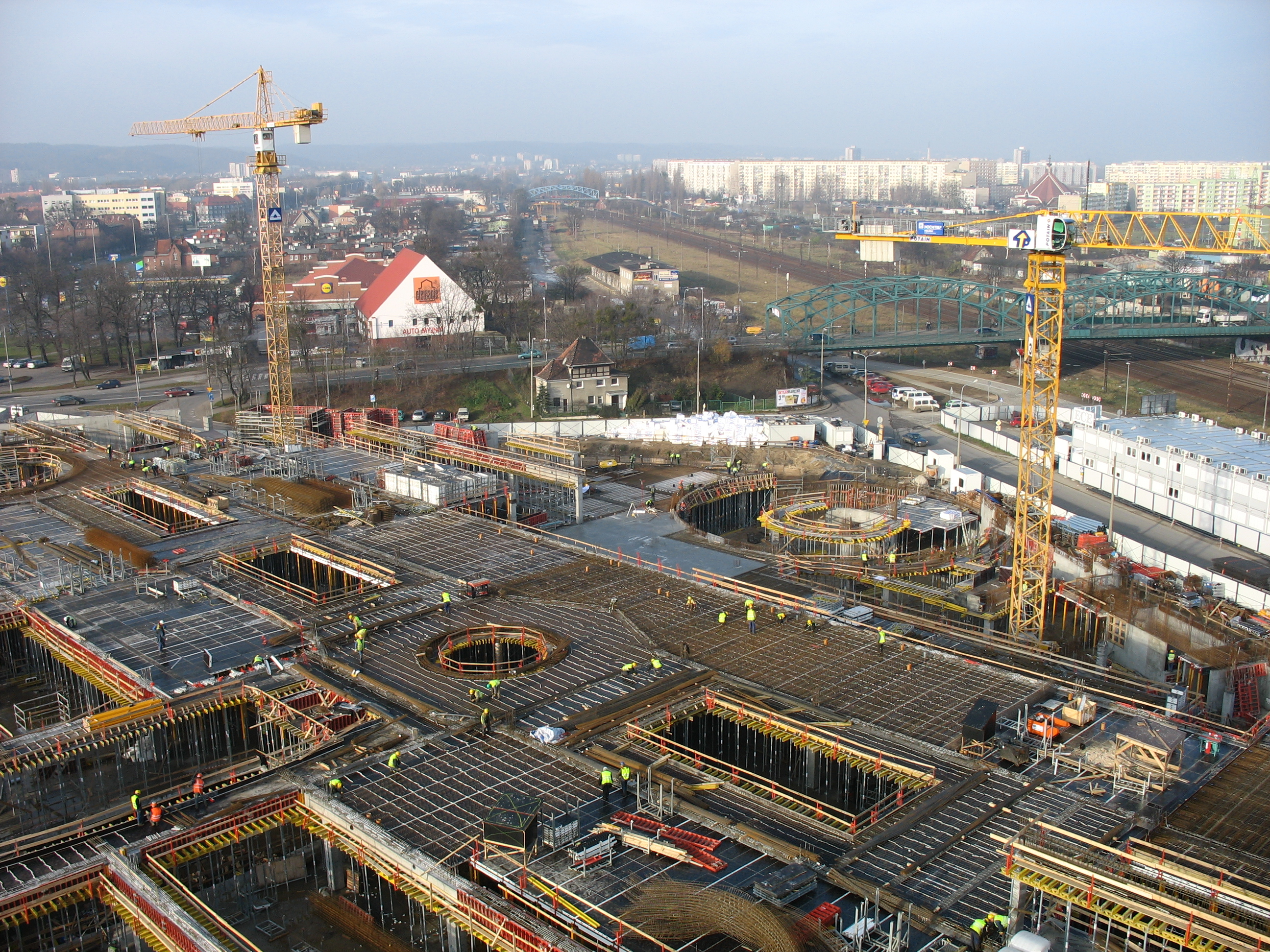
Galeria Bałtycka w budowie (listopad 2006)
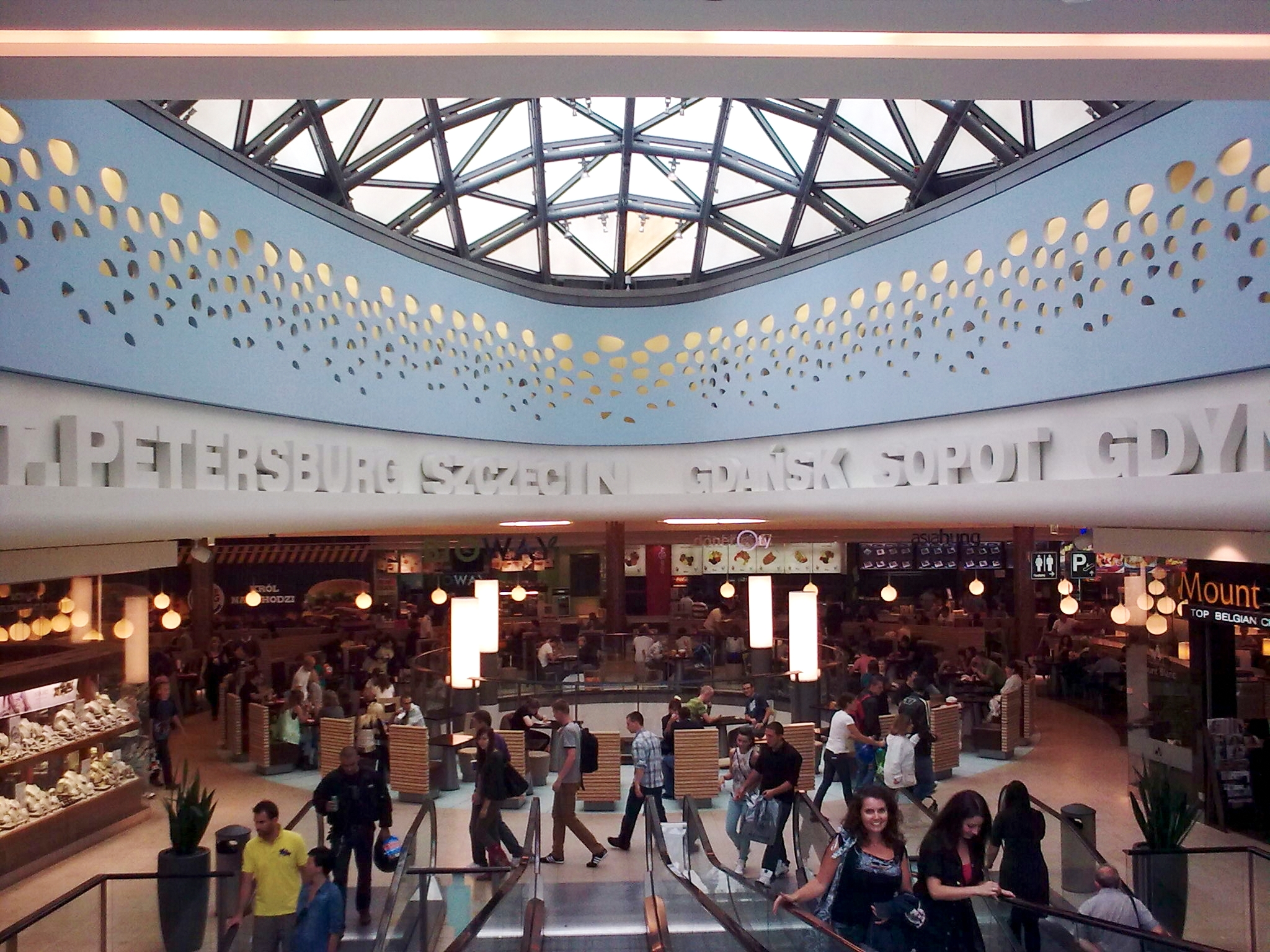
Galeria Bałtycka – wnętrze 2007–2022

## Zniszczenia
Galeria Bałtycka w czwartek 14 lipca 2016 została podtopiona. Woda wlała się na najniższy poziom -1 centrum handlowego, co spowodowało znaczące straty. Zniszczony został też chodnik prowadzący wzdłuż Galerii Bałtyckiej przy al. Grunwaldzkiej, który zapadł się po ulewie. Galeria była następnego dnia zamknięta, po otwarciu nadal zamknięte było piętro -1.